# Genrich Iwanowitsch Sidorenkow
Genrich Iwanowitsch Sidorenkow (russisch Генрих Иванович Сидоренков; * 11. August 1931 in Bedstwenka, Russische SFSR; † 5. Januar 1990 in Moskau) war ein sowjetisch-russischer Eishockeyspieler und -trainer.

## Karriere
Während seiner Karriere spielte der Verteidiger bei HK ZSKA Moskau, SKA Leningrad und Krylja Sowetow Moskau. Insgesamt erzielte er 42 Tore in 310 Spielen in der sowjetischen Liga.

### International
1954 wurde er in die sowjetische Eishockeynationalmannschaft berufen. Am 31. Januar 1954 stand er in einem Spiel gegen Schweden zum ersten Mal für die Sbornaja auf dem Eis. Seine internationale Karriere wurde mit der Goldmedaille bei den Olympischen Winterspielen 1956 gekrönt. Für die Nationalmannschaft erzielte er 15 Tore in 107 Länderspielen. Am 8. März 1962 bestritt er sein letztes Länderspiel. 1956 wurde er als Verdienter Meister des Sports der UdSSR ausgezeichnet.

### Als Trainer
Nach dem Ende seiner Spielerkarriere arbeitete Sidorenkow als Cheftrainer von Trud Zagorsk und Gornjaka Rudny. Zudem gehörte er dem Verein Zenit Moskau als Offizieller an.

## Erfolge und Auszeichnungen
- Verdienter Meister des Sports der UdSSR (1956)
- Medaille „Für heldenmütige Arbeit“
- Medaille „Für Auszeichnung in der Arbeit“

### ZSKA Moskau
- Sowjetischer Meister 1955, 1956, 1958, 1959, 1960 und 1961
- Sowjetischer Vizemeister 1952, 1953, 1954 und 1957
- Sowjetischer Pokalsieger 1954, 1955, 1956 und 1961

### International
- 1954 Goldmedaille bei der Weltmeisterschaft
- 1956 Goldmedaille bei den Olympischen Winterspielen in Cortina d’Ampezzo
- 1957 Silbermedaille bei der Weltmeisterschaft
- 1958 Silbermedaille bei der Weltmeisterschaft
- 1959 Silbermedaille bei der Weltmeisterschaft
- 1960 Bronzemedaille bei den Olympischen Winterspielen in Squaw Valley
- 1961 Bronzemedaille bei der Weltmeisterschaft